# Carl Frans Lundström

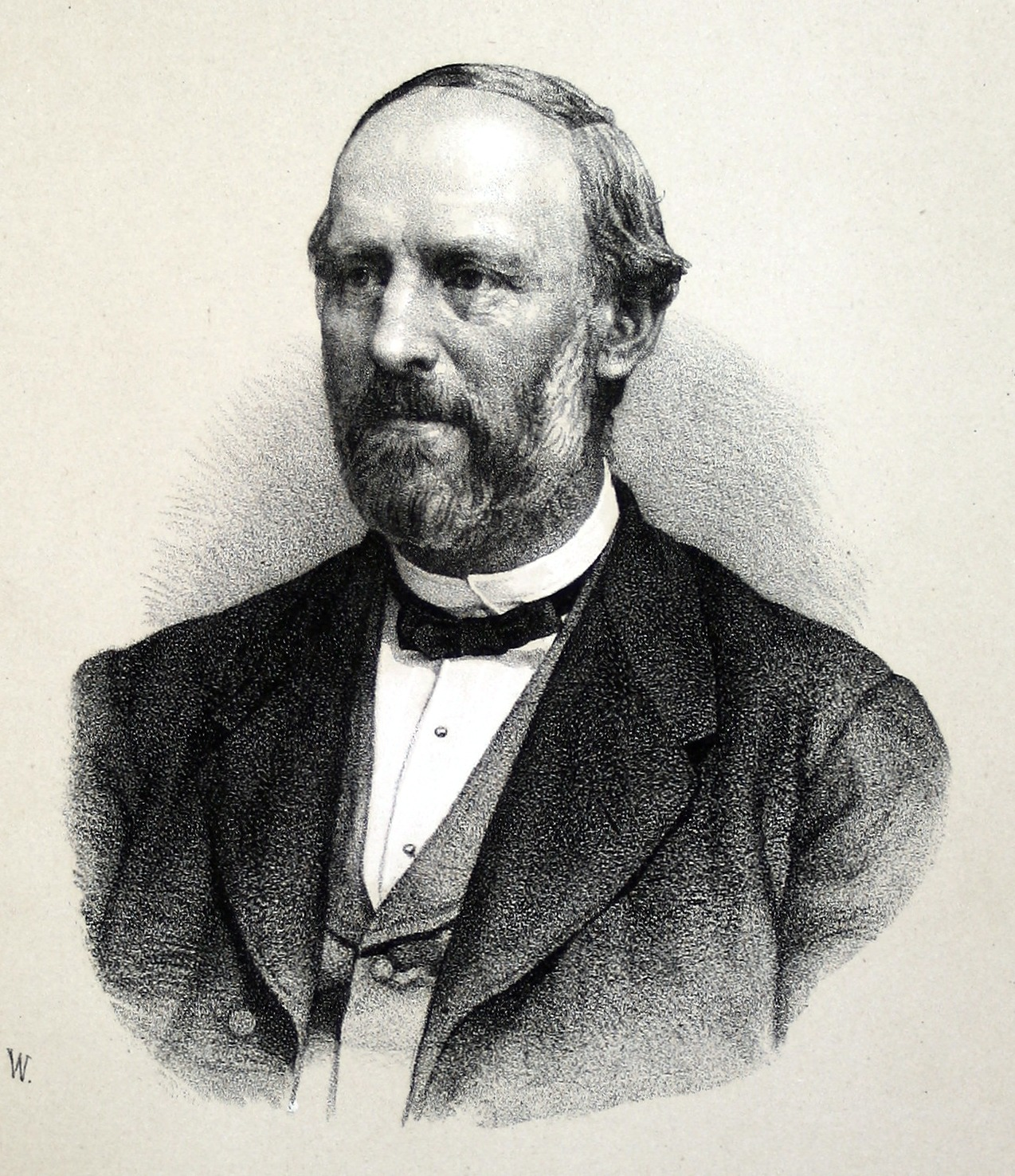
Carl Frans Lundström, 1875

Carl Frans Lundström (* 2. April 1823 in Jönköping; † 1917 in Stockholm) war ein schwedischer Händler, der für die weltweite Verbreitung der Sicherheitsstreichhölzer sorgte.

## Leben
Nach seiner Ausbildung zum Handelskaufmann verbrachte er einige Zeit in England. 1844 gründete er in Jönköping eine metallverarbeitende Fabrik. Mit dem Zukauf von Stensholms pappersbruk, den er zusammen mit seinem Bruder Johan Edvard Lundström machte, wurde er Teilhaber an Jönköpings tändsticksfabrik (deutsch Jönköpings Streichholzfabrik), dem Vorläufer des heutigen Streichholzmuseums.
Auf einer Reise nach England gelang es ihm 1850, die damals neuartigen Sicherheitsstreichhölzer für den englischen Markt interessant zu machen. Die Mischung des Zündkopfs enthielt keinen giftigen weißen Phosphor, er wurde durch den ungiftigen roten Phosphor in der Reibfläche ersetzt. Es begann der Export nach England, der mit der Zeit immer weiter zunehmen sollte. Er brachte auch die Sicherheitsstreichhölzer mit rotem Phosphor von Gustaf Erik Pasch Mitte der 1850er Jahre zu Erfolg. Später gründete Lundström eine Schmiede, eine mechanische Weberei und eine Färberei.
Diese Unternehmen wurden 1863, wenige Jahre nach der Gründung, durch Feuer zerstört, so dass Lundström in der Folge nach Stockholm ging und dort Disponent für Karlsviks väfnadsfabriker wurde. Nach seinem Rückzug 1870 kümmerte er sich um seine Ländereien in Uppland und wurde von 1873 bis 1875 Repräsentant für Stockholm in der Zweiten Kammer des schwedischen Reichstags. Zuvor war er schon seit 1865 im Stockholmer Stadtrat und schied aus dem Amt 1883 aus. 1872 wurde er Vorsitzender der Akademie für Landwirtschaft und 1899 deren Ehrenvorsitzender.